# Frühaufklärung
Als Frühaufklärung bezeichnet man die Frühphase der Aufklärung, in der das Gedankengut der Aufklärer vornehmlich durch geheime und anonyme Texte verbreitet wurde sowie mündlich in exklusiven cercles de pensées. Sie stellt geistesgeschichtlich den Übergang vom Zeitalter des Barock, des Absolutismus und der Glaubenskriege zum Jahrhundert der Aufklärung dar. Sie kann etwa auf den Zeitraum 1680 bis 1730 datiert werden. Zu den Vordenkern der Aufklärung gehörten u. a. René Descartes (1596–1650), Thomas Hobbes (1588–1679) und Baruch Spinoza (1623–1677).

## Frühaufklärung in Frankreich
Zu den bedeutendsten Frühaufklärern zählen Bernard le Bovier de Fontenelle (1657–1757), Abbé de Saint-Pierre (1658–1743), Pierre Bayle (1647–1706) und Montesquieu (1689–1755). Als weitere Frühaufklärer seien genannt: Nicolas Fréret (1688–1749), Jean-Baptiste de Mirabaud (1675–1760) oder André-François Boureau-Deslandes (1689–1757).
Eine Veränderung der Zensurmaßnahmen setzte nach dem Tod von Ludwig XIV. im Jahre 1715 ein.
Einer der radikalsten Vertreter der Aufklärungsphilosophie in dieser Zeit in Frankreich war der atheistische Pfarrer Jean Meslier (1664–1729).

## Frühaufklärung in Deutschland
Zu den bekanntesten Vertretern der Frühaufklärung in Deutschland zählen Christian Thomasius (1655–1728) und Christian von Wolff (1679–1754), ebenso kann Gottfried Wilhelm Leibniz (1646–1716) in seinen letzten Lebensjahren dieser Strömung zugeordnet werden. Johann Christian Edelmann (1698–1767) bekannte sich als erster deutscher Gelehrter zum Spinozismus. Siegfried Wollgast datierte die Frühaufklärung für Deutschland von 1672 bis 1718/1723 und ließ sie mit dem Erscheinen von Samuel von Pufendorfs De Jure Naturae et Gentium beginnen.